# الجبهة الوطنية الجزائرية
الجبهة الوطنية الجزائرية. حزب سياسي جزائري يرئسه موسى تواتي، تحصل على المرتبة الثالثة في انتخابات محلية جزائرية 29 نوفمبر 2007.
وفي النتخابات التشريعية 2017 حصل على : مقعد (1) 150.056.

## روابط خارجية
www.fnadz.org